# Tanto (canción)
«Tanto» es una canción interpretada por el dúo mexicano Jesse & Joy junto al cantante puertorriqueño Luis Fonsi, lanzada por la compañía discográfica Warner Music México como el tercer sencillo oficial de su quinto álbum de estudio Aire (2019).

## Vídeo musical

### Filmación
El vídeo fue grabado bajo la dirección de Esteban Madrazo y publicado en el canal del dúo en YouTube el mismo día de lanzamiento.

## Lista de canciones

### Descarga digital[5]
| Tanto (feat. Luis Fonsi) — Single |                            |          |  |
| N.º                               | Título                     | Duración |  |
| 1.                                | «Tanto (feat. Luis Fonsi)» | 3:40     |  |

## Listas musicales
| País           | Chart     | Lista                  | Mejor posición |
| 2019           | 2019      | 2019                   | 2019           |
| -------------- | --------- | ---------------------- | -------------- |
| Argentina      | Billboard | Hot 100 Argentina      | 43             |
| Estados Unidos | Billboard | Hot Latin Songs        | 46             |
| Estados Unidos | Billboard | Latin Airplay          | 19             |
| Estados Unidos | Billboard | Latin Pop Airplay      | 3              |
| México         | Billboard | Mexico Airplay         | 5              |
| México         | Billboard | Mexico Espanol Airplay | 2              |

## Historial de lanzamiento
| Región | Fecha              | Formato                     | Discográfica              | Ref.   |
| ------ | ------------------ | --------------------------- | ------------------------- | ------ |
| México | 8 de julio de 2016 | Descarga digital, Streaming | Warner Music S.A. de C.V. | [ 12 ] |